# Spirit of Norway
Pour les articles homonymes, voir Spirit et Norway.
Spirit of Norway ou Spirit of Norway Racing Team (l'esprit de Norvège, en anglais) est une équipe norvégienne de course de bateaux Offshore powerboat racing (en), fondée en 1996 par Bjørn Rune Gjelsten (en) (5 fois champion du monde de Class 1 World Powerboat Championship (en) 1998, 2002, 2003, 2004, et 2006, et 3 fois champion d'Europe 1998, 2002, 2003) revendue en 2007.

## Histoire

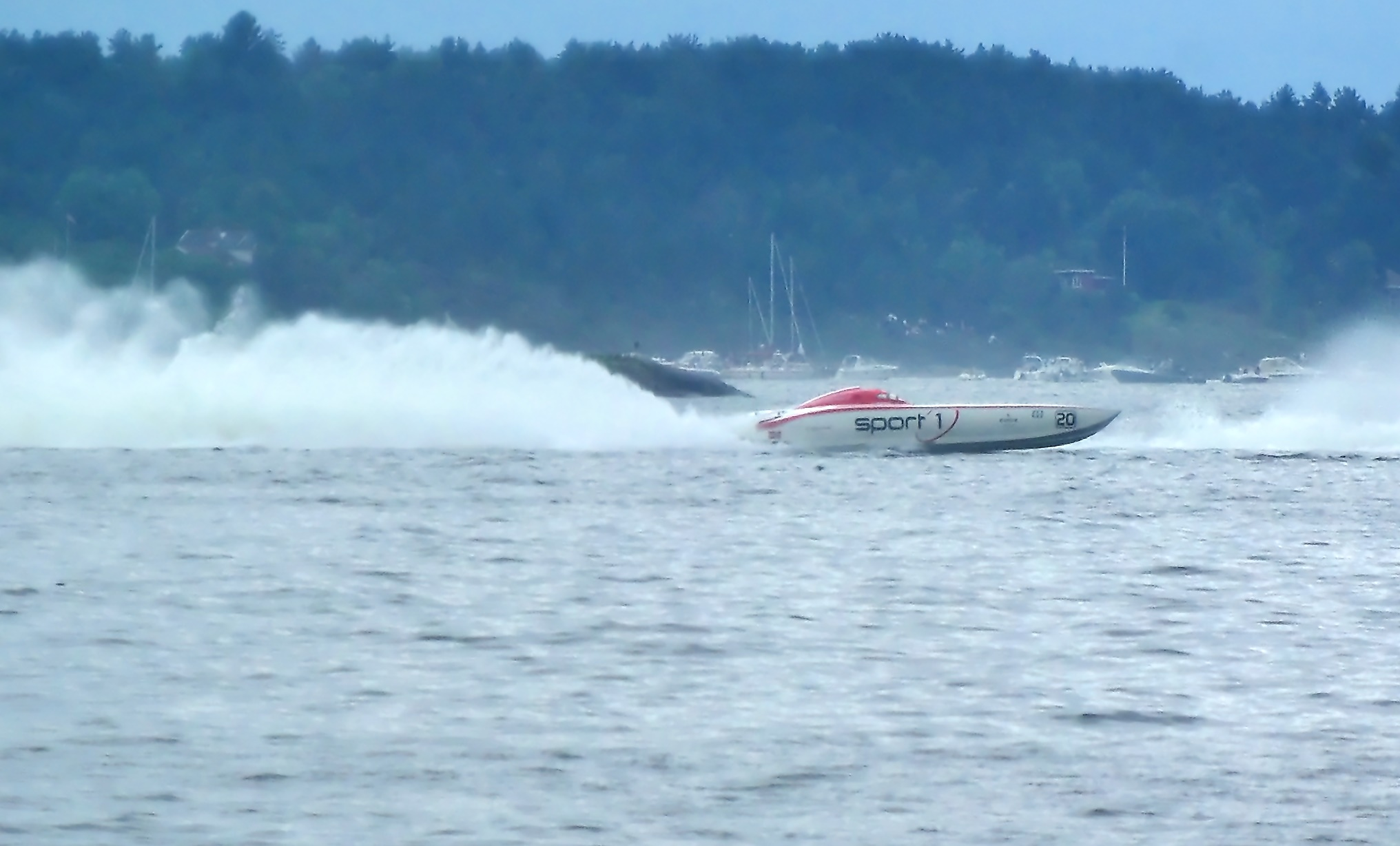
Oslofjord en Norvège

L'équipage Spirit of Norway est constitué en 1996 par Bjørn Rune Gjelsten (en), Steve Curtis (en), et Kjell Inge Røkke, entre autres champion du monde 1998, 2002, 2003, 2004. 
Bård Eker (en) achète le Team à Bjørn Rune Gjelsten en 2004, et devient champion du monde 2005 avec Steve Curtis.
Gjelsten rachète son Team en 2006, et devient à nouveau champion du monde 2006 avec Curtis.   
Gjelsten revend l'équipe au bout de 10 ans à l'écurie concurrente championne du monde Victory Team (en) du Qatar, après être arrivée second du championnat du monde 2007.

## Bateau Offshore

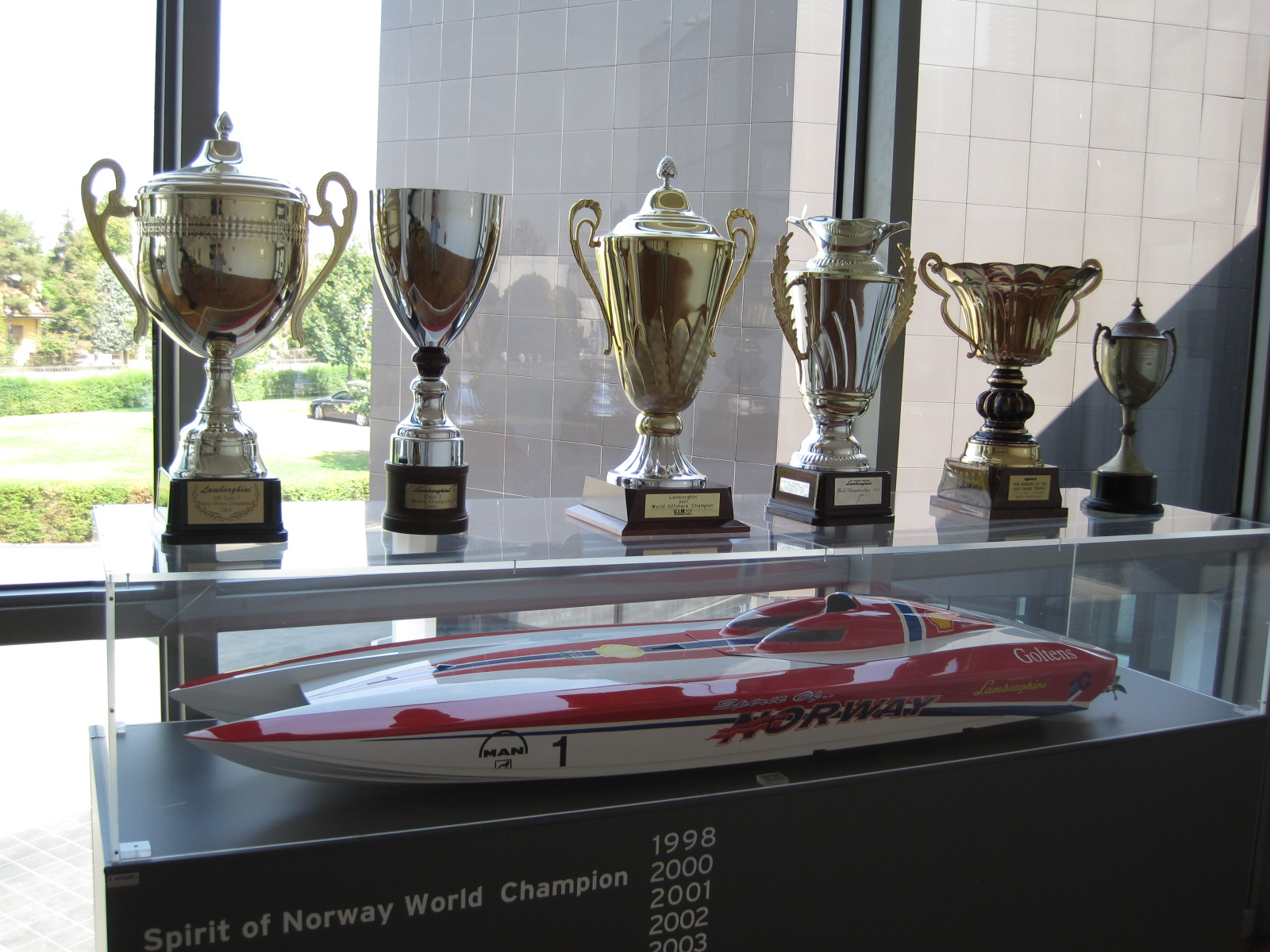
Maquette et trophées du musée Lamborghini de Sant'Agata Bolognese

Spirit of Norway Racing Team court sur un bateau offshore de 12,6 m de long et 3,7 m de large, propulsé par 2 moteurs V12 Lamborghini de 2 x 8,2 L et 2 x 850 ch, pour plus de 140 nœuds (250 Km/h) de vitesse de pointe .

## Palmarès
- Bjørn Rune Gjelsten (en) :
  - 5 fois champion du monde avec Steve Curtis (en) 1998, 2002, 2003, 2004, 2006.
  - 3 fois champion d'Europe 1998, 2002, 2003.
  - 2 fois champion du Moyen-Orient 2003, 2004.
- Bård Eker (en) : champion du monde 2005 avec Steve Curtis.